# Josep Maria Benet i de Caparà
Josep Maria Benet i de Caparà (Barcelona, 20 de febrer de 1905 - Mafet, 3 de juliol de 1977) fou un advocat i militar català.
Molt vinculat al món de l'excursionisme, fou fundador i el primer president de la Unió Excursionista de Catalunya i dels Boy Scouts de Catalunya, i president de la Federació d'Entitats Excursionistes de Catalunya.
Al principi de la Guerra Civil espanyola, la Generalitat de Catalunya li va encarregar la creació del Regiment Pirinenc Número 1. Després de la dissolució del regiment, es va integrar a la 43a divisió a la Bossa de Bielsa. És ferit en un atac aeri contra el seu cotxe oficial i va quedar 23 dies en coma a hospitals de Lleida i Barcelona. Reincorporat, el destinen a Defensa de Costes. Amb l'esfondrament dels fronts de Lleida i l'Ebre, s'acaba la guerra i s'exilia a França, on es va casar el 20 de setembre de 1942 amb Marie-Germaine Seguette Garrigue. Combat amb la Resistència Francesa durant l'ocupació alemanya. Torna a Catalunya el 1946, on és detingut i passa un temps a la presó.
És fundador amb Ramon Trias Fargas i altres companys, d'Esquerra Democràtica de Catalunya, del Lions International a Catalunya.
Va morir el 3 de juliol de 1977 a causa d'un càncer intestinal. En col·laboració amb la seva família, el 2006 l'editorial Omicron va instaurar el Premi de Poesia Josep Maria Benet i Caparà.